# Roberto Bordi
Roberto Bordi OFM (2 de janeiro de 1946) é um clérigo italiano e bispo auxiliar emérito de El Beni o Beni.
Roberto Bordi ingressou na ordem franciscana em 16 de julho de 1963 e emitiu a profissão solene em 1º de novembro de 1969. Foi ordenado diácono em 29 de novembro de 1970 e foi ordenado sacerdote em 4 de julho de 1971 pelo bispo auxiliar de Roma, Biagio Vittorio Terrinoni OFMCap.
Papa Bento XVI nomeou-o em 6 de novembro de 2010 Bispo Titular de Mutugenna e Bispo Auxiliar em El Beni. O Arcebispo de Santa Cruz de la Sierra, Cardeal Julio Terrazas Sandoval CSsR, o consagrou em 20 de janeiro do próximo ano; Co-consagrantes foram Julio María Elías Montoya, OFM, Vigário Apostólico de El Beni o Beni, e Jesús Gervasio Pérez Rodríguez, OFM, Arcebispo de Sucre.
De 22 de fevereiro de 2020 até a posse do novo Vigário Apostólico Aurelio Pesoa Ribera em 11 de fevereiro de 2021 foi Administrador Apostólico de El Beni o Beni. Na mesma data, o Papa Francisco aceitou sua aposentadoria por idade.